# Tyrique Stevenson
Tyrique Marquis Stevenson (Miami, 26 maggio 2000) è un giocatore di football americano statunitense che milita nel ruolo di cornerback per i Chicago Bears della National Football League (NFL).

## Carriera

### Chicago Bears

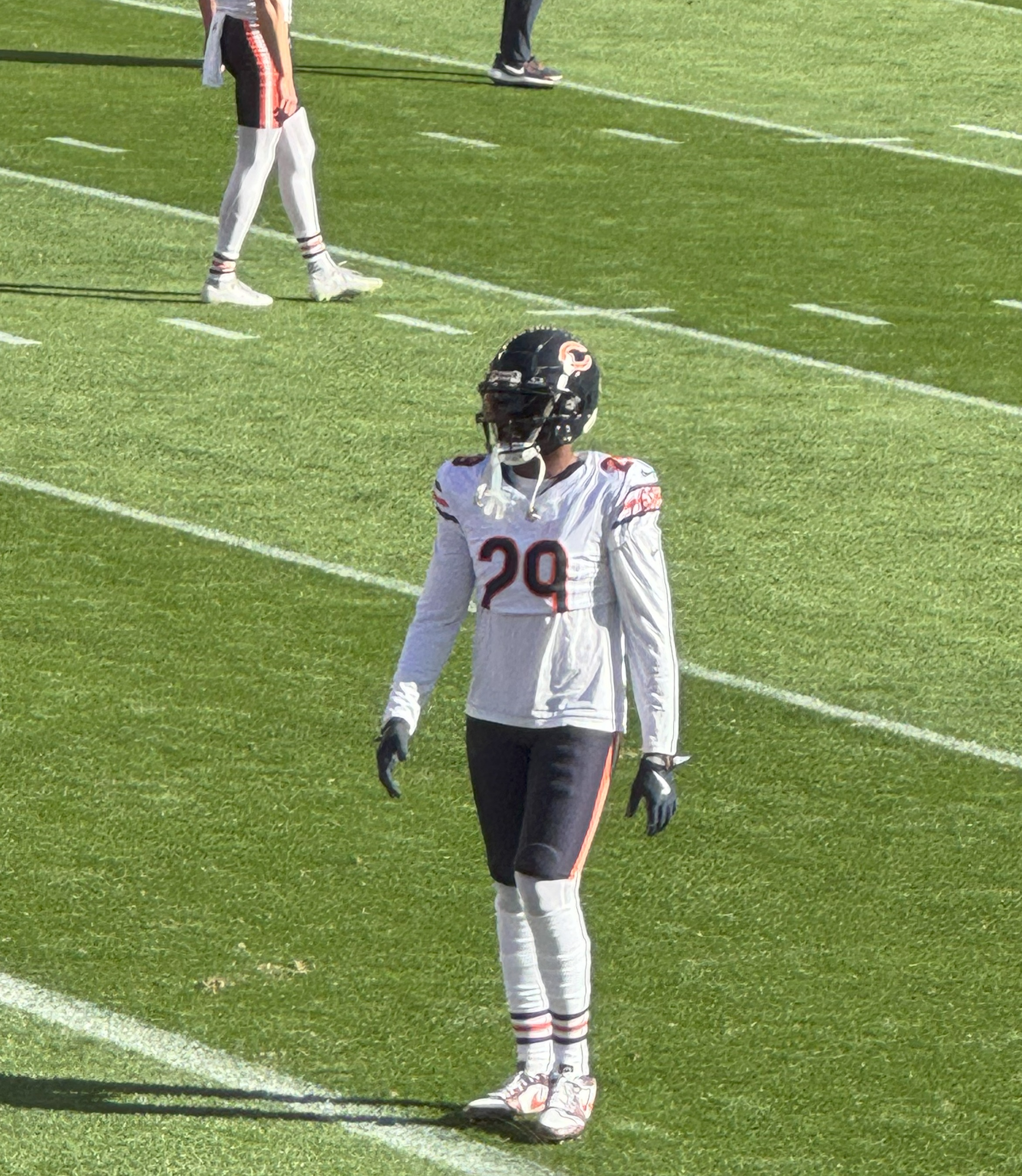
Stevenson nel 2024

Al college Stevenson giocò a football a Georgia (2019-2020) e Florida (2021-2022). Fu scelto nel corso del secondo giro (56º assoluto) del Draft NFL 2023 dai Chicago Bears. Debuttò come professionista partendo come titolare nella gara del primo turno contro i Green Bay Packers mettendo a segno 6 tackle, di cui uno con perdita di yard. Nel penultimo turno fu premiato come miglior difensore della NFC della settimana dopo avere fatto registrare 5 placcaggi, 4 passaggi deviati e 2 intercetti. La sua prima stagione si chiuse con 86 tackle, 4 intercetti, 16 passaggi deviati e 2 fumble forzati in 16 presenze, tutte come titolare.
Nel primo turno della stagione 2024 Stevenson fu premiato per la seconda volta come miglior difensore della NFC della settimana dopo avere fatto registrare 4 placcaggi, 2 passaggi deviati e un intercetto ritornato per 43 yard in touchdown a 7:35 dal termine che diede ai Bears la vittoria in rimonta sui Tennessee Titans.

## Palmarès
- Difensore della NFC della settimana: 2

17ª del 2023, 1ª del 2024